# Puchar Włoch w piłce siatkowej kobiet

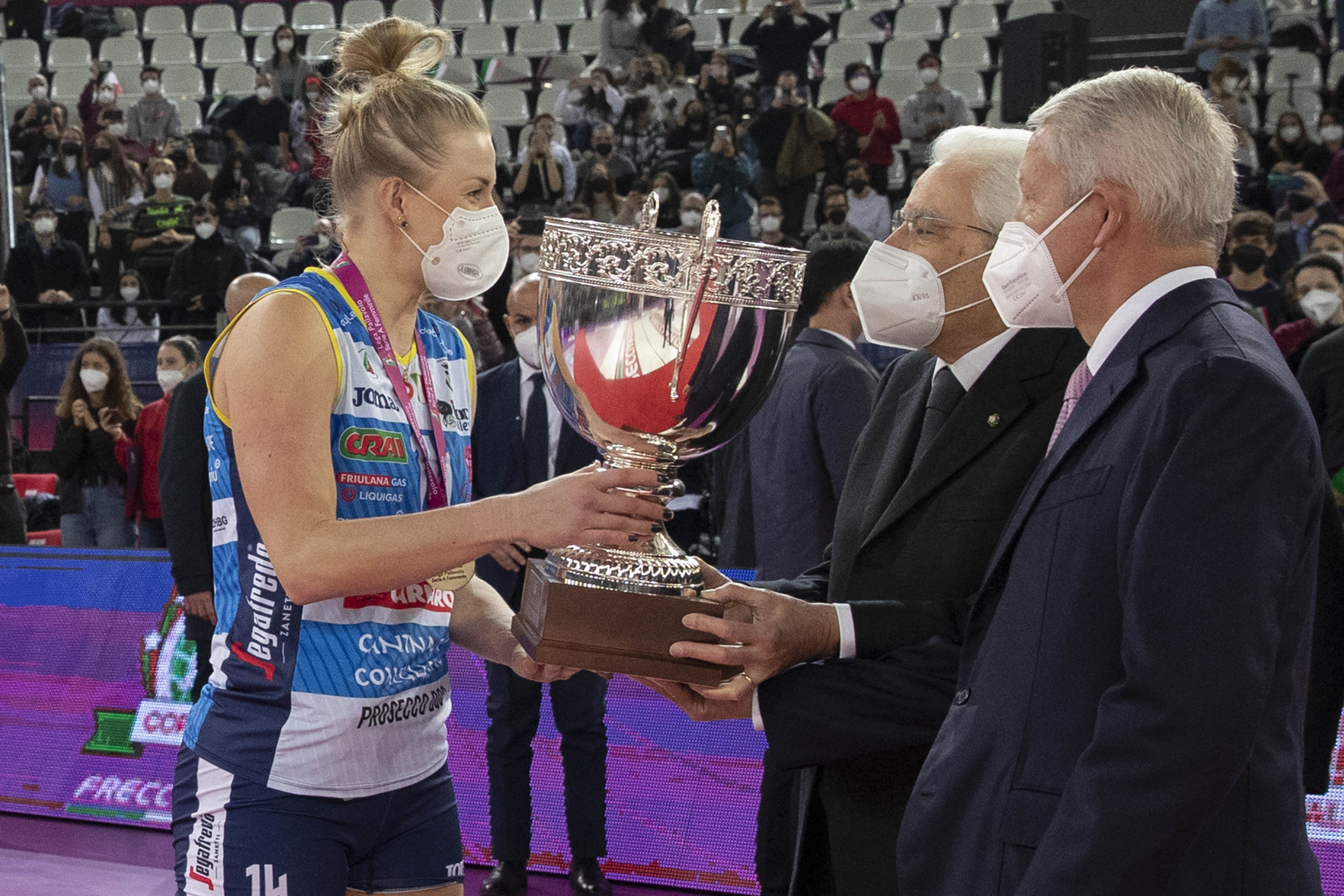
Joanna Wołosz jako kapitan Imoco Volley Conegliano odbiera puchar za wygranie Pucharu Włoch

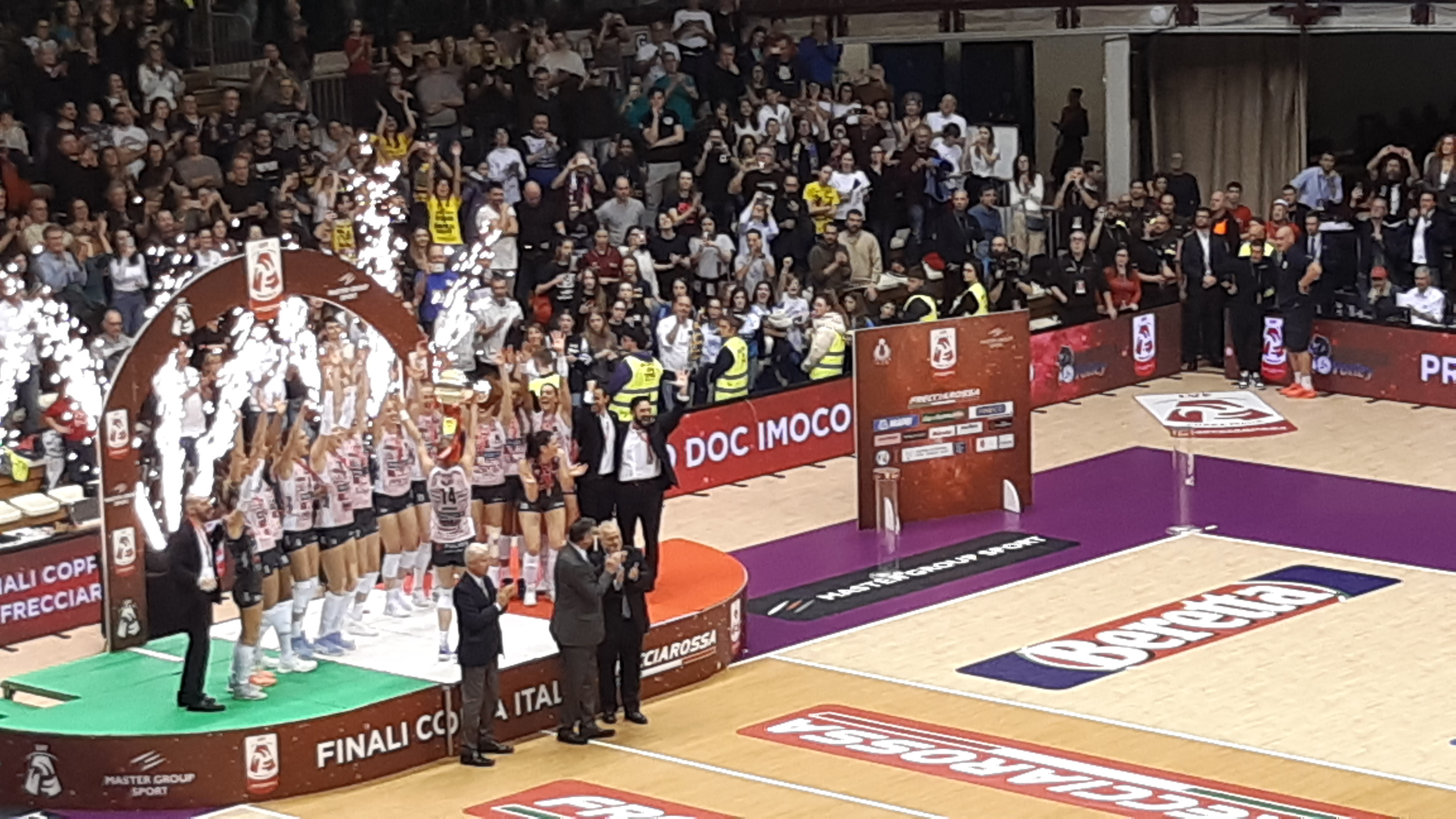
Imoco Volley Conegliano zwycięzcą Pucharu Włoch 2024

Puchar Włoch w piłce siatkowej kobiet (wł. Coppa Italia) – cykliczne rozgrywki w piłce siatkowej organizowane corocznie przez Lega Pallavolo Serie A femminile we współpracy z Włoskim Związkiem Piłki Siatkowej (wł. Federazione Italiana Pallavolo, FIPAV) dla włoskich żeńskich drużyn klubowych.
Rozgrywki o siatkarski Puchar Włoch rozgrywane są od 1978 roku. Pierwszym zwycięzcą tych rozgrywek został klub Alidea Catania. Najbardziej utytułowanym klubem jest Volley Bergamo, które 13 razy wystąpiło w finale sześciokrotnie zdobywając trofeum.

## System rozgrywek
Puchar Włoch w obecnej formule rozgrywany jest od 2006 roku.
W rozgrywkach bierze udział 8 najlepszych zespołów pierwszej rundy fazy zasadniczej Serie A1. Tworzą one ze sobą pary ćwierćfinałowe według klucza: 1-8, 2-7, 3-6, 4-5. Zwycięzcy ćwierćfinałów awansują do turnieju finałowego, w trakcie którego rozgrywane są półfinały i finał. Nie odbywa się mecz o 3. miejsce.
Zdobywca Pucharu Włoch ma zagwarantowany udział w Superpucharze Włoch.

## Zwycięzcy
| Edycja    | Edycja                 | Podium                          | Podium                                    | Podium                          |
| Sezon     | Miejsce finału         | Zwycięzca                       | Wynik                                     | Finalista                       |
| --------- | ---------------------- | ------------------------------- | ----------------------------------------- | ------------------------------- |
| 1978/1979 | Ragusa                 | Volley Catania                  | –                                         | –                               |
| 1979/1980 | Rawenna                | Olimpia Teodora                 | –                                         | –                               |
| 1980/1981 | Pisogne                | Olimpia Teodora                 | –                                         | –                               |
| 1981/1982 | San Severo             | Reggio Emilia                   | –                                         | –                               |
| 1982/1983 | Tarent                 | Reggio Emilia                   | –                                         | –                               |
| 1983/1984 | Ankona                 | Olimpia Teodora                 | –                                         | –                               |
| 1984/1985 | Bari                   | Olimpia Teodora                 | –                                         | –                               |
| 1985/1986 | Modena                 | Reggio Emilia                   | –                                         | –                               |
| 1986/1987 | –                      | Olimpia Teodora                 | –                                         | –                               |
| 1987/1988 | Bari                   | Amatori Bari                    | –                                         | –                               |
| 1988/1989 | Genua                  | Reggio Emilia                   | –                                         | –                               |
| 1989/1990 | –                      | Volley Modena                   | –                                         | –                               |
| 1990/1991 | Perugia                | Olimpia Teodora                 | –                                         | Pallavolo Sirio Perugia         |
| 1991/1992 | –                      | Pallavolo Sirio Perugia         | –                                         | –                               |
| 1992/1993 | Matera                 | PVF Matera                      | –                                         | –                               |
| 1993/1994 | Rzym                   | PVF Matera                      | –                                         | Volley Modena                   |
| 1994/1995 | Modena                 | PVF Matera                      | 3 – 2 (15-10, 11-15, 15-12, 12-15, 18-16) | Gierre Roma                     |
| 1995/1996 | Bergamo                | Foppapedretti Bergamo           | 3 – 0 (16-14, 15-11, 15-10)               | Volley Modena                   |
| 1996/1997 | Reggio di Calabria     | Foppapedretti Bergamo           | 3 – 0 (15-11, 15-10, 15-9)                | Volley Modena                   |
| 1997/1998 | Bergamo                | Foppapedretti Bergamo           | 3 – 1 (15-12, 11-15, 15-7, 15-12)         | Reggio Emilia                   |
| 1998/1999 | Perugia                | Pallavolo Sirio Perugia         | 3 – 0 (15-9, 15-10, 15-11)                | Virtus Reggio Calabria          |
| 1999/2000 | Perugia                | Virtus Reggio Calabria          | 3 – 0 (25-14, 25-20, 25-23)               | Volley Modena                   |
| 2000/2001 | Marsala                | Virtus Reggio Calabria          | 3 – 2 (19-25, 25-21, 20-25, 25-14, 20-18) | Radio 105 Foppapedretti Bergamo |
| 2001/2002 | Wenecja                | Volley Modena                   | 3 – 0 (25-15, 25-19, 25-23)               | Radio 105 Foppapedretti Bergamo |
| 2002/2003 | Jesi                   | Pallavolo Sirio Perugia         | 3 – 1 (25-20, 25-14, 23-25, 25-23)        | Giannino Pieralisi Volley       |
| 2003/2004 | Bergamo                | Asystel Novara                  | 3 – 2 (19-25, 25-22, 19-25, 27-25, 15-9)  | Radio 105 Foppapedretti Bergamo |
| 2004/2005 | Olbia                  | Pallavolo Sirio Perugia         | 3 – 2 (21-25, 25-20, 16-25, 25-13, 15-11) | Radio 105 Foppapedretti Bergamo |
| 2005/2006 | Perugia                | Radio 105 Foppapedretti Bergamo | 3 – 1 (25-22, 25-15, 23-25, 25-14)        | Giannino Pieralisi Volley       |
| 2006/2007 | Prato                  | Pallavolo Sirio Perugia         | 3 – 1 (20-25, 25-22, 25-17, 25-20)        | Scavolini Pesaro                |
| 2007/2008 | Sant’Angelo in Lizzola | Foppapedretti Bergamo           | 3 – 2 (22-25, 25-22, 19-25, 29-27, 18-16) | Scavolini Pesaro                |
| 2008/2009 | Eboli                  | Scavolini Pesaro                | 3 – 0 (26-24, 25-23, 25-19)               | Asystel Novara                  |
| 2009/2010 | Rimini                 | GSO Villa Cortese               | 3 – 2 (25-23, 25-22, 23-25, 17-25, 15-13) | Foppapedretti Bergamo           |
| 2010/2011 | Catania                | GSO Villa Cortese               | 3 – 1 (24-26, 25-21, 25-23, 25-20)        | Norda Foppapedretti Bergamo     |
| 2011/2012 | Modena                 | Unedo Yamamay Busto Arsizio     | 3 – 0 (25-13, 25-18, 25-17)               | River Volley Piacenza           |
| 2012/2013 | Varese                 | River Volley Piacenza           | 3 – 0 (25-22, 25-21, 25-20)               | GSO Villa Cortese               |
| 2013/2014 | Villorba               | River Volley Piacenza           | 3 – 0 (25-16, 25-13, 25-17)               | Foppapedretti Bergamo           |
| 2014/2015 | Rimini                 | Igor Gorgonzola Novara          | 3 – 1 (25-19, 28-30, 30-28, 25-23)        | LJ Volley Modena                |
| 2015/2016 | Rawenna                | Foppapedretti Bergamo           | 3 – 0 (25-23, 27-25, 25-17)               | River Volley Piacenza           |
| 2016/2017 | Florencja              | Imoco Volley Conegliano         | 3 – 0 (25-23, 25-22, 25-23)               | Liu Jo Nordmeccanica Modena     |
| 2017/2018 | Bolonia                | Igor Gorgonzola Novara          | 3 – 1 (25-17, 14-25, 25-21, 25-23)        | Imoco Volley Conegliano         |
| 2018/2019 | Werona                 | Igor Gorgonzola Novara          | 3 – 2 (25-22, 20-25, 12-25, 25-22, 15-12) | Imoco Volley Conegliano         |
| 2019/2020 | Busto Arsizio          | Imoco Volley Conegliano         | 3 – 0 (25-20, 25-18, 25-16)               | Unet E-Work Busto Arsizio       |
| 2020/2021 | Rimini                 | Imoco Volley Conegliano         | 3 – 1 (25-17, 25-23, 22-25, 25-18)        | Igor Gorgonzola Novara          |
| 2021/2022 | Rzym                   | Imoco Volley Conegliano         | 3 – 2 (19-25, 19-25, 25-21, 25-22, 15-13) | Igor Gorgonzola Novara          |
| 2022/2023 | Casalecchio di Reno    | Imoco Volley Conegliano         | 3 – 0 (25-17, 25-23, 25-19)               | Vero Volley Milano              |
| 2023/2024 | Triest                 | Imoco Volley Conegliano         | 3 – 2 (25-21, 22-25, 25-19, 19-25, 15-11) | Vero Volley Milano              |
| 2024/2025 | Bolonia                | Imoco Volley Conegliano         | 3 – 0 (37-35, 25-20, 25-20)               | Vero Volley Milano              |

## Tabela medalowa
| Lp. | Drużyna                     | zwycięzca | finalista | ogółem |
| --- | --------------------------- | --------- | --------- | ------ |
| 1   | Imoco Volley Conegliano     | 7         | 2         | 9      |
| 2   | Volley Bergamo              | 6         | 7         | 13     |
| 2   | Olimpia Teodora             | 6         | –         | 6      |
| 3   | Pallavolo Sirio Perugia     | 5         | 1         | 6      |
| 4   | Reggio Emilia               | 4         | 1         | 5      |
| 5   | Igor Gorgonzola Novara      | 3         | 2         | 5      |
| 5   | PVF Matera                  | 3         | –         | 3      |
| 6   | Volley Modena               | 2         | 4         | 6      |
| 6   | River Volley Piacenza       | 2         | 1         | 3      |
| 6   | Virtus Reggio Calabria      | 2         | 1         | 3      |
| 6   | GSO Villa Cortese           | 2         | 1         | 3      |
| 7   | Scavolini Pesaro            | 1         | 2         | 3      |
| 7   | Asystel Novara              | 1         | 1         | 2      |
| 7   | Futura Volley Busto Arsizio | 1         | 1         | 2      |
| 7   | Amatori Bari                | 1         | –         | 1      |
| 7   | Volley Catania              | 1         | –         | 1      |
| 8   | Vero Volley Milano          | –         | 3         | 3      |
| 8   | Giannino Pieralisi Volley   | –         | 2         | 2      |
| 8   | Gierre Roma                 | –         | 1         | 1      |
| 8   | LJ Volley Modena            | –         | 1         | 1      |
| 8   | Liu Jo Nordmeccanica Modena | –         | 1         | 1      |